# Exelastis caroli
Exelastis caroli is een nachtvlinder uit de familie Pterophoridae (vedermotten). De spanwijdte van de vlinder bedraagt tussen de 14 en 19 millimeter. De soort is bekend uit Kenia. De soort vliegt in maart in de duinen aan de kust.
De soort is beschreven in een special van Zoologische Mededelingen, uitgegeven door Naturalis, die op 1 januari 2008 verscheen ter ere van het 250-jarig bestaan van de zoölogische nomenclatuur. Op 1 januari 1758 verscheen namelijk de tiende editie van Systema naturae van Carl Linnaeus. De soortaanduiding caroli  verwijst  naar Carl Linnaeus.